# Weltraumschiff MR-1 gibt keine Antwort
Weltraumschiff MR-1 gibt keine Antwort (deutscher Alternativtitel: Abenteuer auf dem Mars) ist ein US-amerikanischer Science-Fiction-Film aus dem Jahr 1959.

## Handlung
Das verschollen geglaubte Raumschiff MR-1 kehrt nach Monaten von seiner Marsmission zur Erde zurück und unternimmt eine Notlandung in der Wüste. Die einzigen Überlebenden der vier Mitglieder zählenden Mission sind Col. Thomas O’Bannion und Dr. Iris Ryan. O’Bannion kommt mit einem rätselhaften Ausschlag am Arm ins Krankenhaus. Währenddessen erzählt Ryan, anfänglich unter Schock und Amnesie leidend, unter Drogen Dr. Frank Gordon und Maj. Gen. George Treegar von den Begebenheiten auf der Marsmission:
Nach einem problemlosen Flug zum Mars flirten Tom und Iris miteinander, während ihr Kollege Prof. Theodore Gettell sich Gedanken über eventuelle noch bevorstehende Gefahren macht. Nach der Landung auf dem Mars sieht Dr. Iris Ryan zufällig durch das Fenster des Bordausstiegs eine Kreatur mit drei Augen hereinstarren, die sie vor Schreck schreien lässt. Das Bild verschwimmt jedoch sofort. Ihre Aussage wird von den anderen als Halluzination angezweifelt.
Bei der ersten Außenerkundung des Mars tötet das Expeditionsteam sogleich eine halbpflanzlich, halbtierische Lebensform, als diese Iris angreift. Am nächsten Tag trifft die Gruppe auf ein riesiges spinnenartiges Lebewesen mit Fledermauskopf, mit bambusähnlichen Beinen und Scherenklauen, und schafft es gerade noch, sich gegen dieses zu verteidigen. Die Wissenschaftler entdecken zudem einen See. Zum Raumschiff zurückgekehrt, wollen Tom und Gettell die Mission abbrechen, da der Mars ihnen zu gefährlich erscheint und das Ziel, eine erste Landung, bereits erfüllt wurde. Gettell und auch die anderen Besatzungsmitglieder sind inzwischen zu dem Schluss gekommen, dass unter Umständen eine höhere kollektive Lebensform die Vegetation kontrolliert. Letztere verhält sich nämlich ohne Fremdeinwirkung unnatürlich still und reglos. Beim versuchten Start hebt das Raumschiff, von einer rätselhaften Kraft zurückgehalten, allerdings nicht ab.
Zum Verbleiben auf dem Mars gezwungen, erkundet das Team am nächsten Tag den See. Da sieht das Team am Horizont eine industrielle Großstadt. Plötzlich taucht ein riesiges amöbenartiges Ungetüm aus dem See auf; Besatzungsmitglied Sam Jacobs fällt diesem zum Opfer. Colonel Thomas O’Bannion zieht sich eine Infektion am rechten Arm zu. Die Überlebenden flüchten in ihr Raumschiff und finden es bald von der riesigen Amöbe verschlungen vor, welche die Außenhülle mit ihrer Säure angreift. Das Team schafft es, die Amöbe durch Stromschläge zu vertreiben und zu starten, doch Tom wird schwerkrank und muss ins Bett. Prof. Theodore Gettell erleidet durch die Erlebnisse der Erkundungstage einen Herzschlag, leidet und stirbt bald. Dr. Iris Ryan und Gettell empfangen zuvor noch eine Warnung der Marsbewohner, welche die Erde und ihre Bewohner schon sehr lange beobachten: niemals wiederzukehren! Als Grund nennen sie die Gewalttätigkeit der Menschen im Laufe der Geschichte und die Tatsache, dass sie sich in dieser Hinsicht nicht weiterentwickelt haben. Bei Zuwiderhandlung würden sie die Erde mit ihren überlegenen Fähigkeiten zerstören. Nur zur Überbringung dieser Botschaft ließen die Marsianer das Raumschiff zurückkehren. Aufgrund einer Fernsteuerung findet das Raumschiff zurück zur Erde.
Durch die unter Drogen aufgehobene Amnesie von Dr. Iris Ryan und ihrem Bericht schafft es Dr. Gordon auf der Erde, von Col. O’Bannions verletzter rechter Hand die wuchernde und neu wachsende Amöbe zu entfernen. In der Zwischenzeit gelingt es, die Bandaufnahmen zu entschlüsseln, die das Schiff während der Marsmission gemacht hat. Darunter auch die Warnung der Marsianer.

## Hintergrund
Regisseur Ib Melchior blieben nur neun Tage zur Fertigstellung des Films. Die Szenen auf dem Mars wurden mit Hilfe des Cinemagic-Verfahrens gedreht, bei dem die Bilder rot eingefärbt wurden.

## Kritiken
„Das läppische und langweilige Science-Fiction-Abenteuer einer Raketenbesatzung dreier Männer und einer Frau, die nach geglückter Landung auf dem Mars von den dort wohnenden pflanzenartigen Lebewesen vertrieben werden. Einzelne Sequenzen sind im “Cinemagic”-Verfahren gedreht und wirken wie Streifen aus der farbverfremdeten Umkehrkopie.“

Einzig bemerkenswert an diesem Streifen ist die Erst- und Letztanwendung des sogenannten Cinemagic-Verfahrens, das auf der Einfärbung des Negativs beruht. Der Erfolg: Schmerzende Augen beim Zuschauen. „Die Farbgebung ist so unmöglich, daß man sich fragt, wie so etwas überhaupt aus der Kopieranstalt heraus kommen konnte.“ (FILMBEOBACHTER)
Hahn/Jansen, Lexikon des Science-Fiction-Films, S. 563.

„Weltraumschiff [MR-1] [zählt] zu den unterhaltsamsten Science-Fiction-Filmen der Dekade, allen vernichtenden Kritiken zum Trotz: Der Film übertrumpft mit seinem Tempo und seiner Action viele seiner zeitgenössischen Konkurrenten. Keine 'intelligente' Science-Fiction, kein großes Budget, gewiss. Aber ein bemerkenswertes Kleinod.“

## Erstaufführungen
- USA: 23. November 1959
- Deutschland: 13. April 1963[3]

## Synchronisation
- Gerald Mohr: Herbert Weicker
- Jack Kruschen: Gerd Duwner
- Naura Hayden: Marianne Wischmann
- Paul Hahn: Christian Marschall
- Les Tremayne: Robert Klupp